# Por Amor
Pour les articles homonymes, voir Destinées et Tout pour l'amour.
Por Amor est une telenovela brésilienne en 120 épisodes de 45 minutes, écrite par Manoel Carlos et diffusée entre le 6 octobre 1997 et le 22 mai 1998 sur le réseau Globo.
En France, le feuilleton a été remonté en 240 épisodes de 24 minutes et diffusé du 7 septembre 1998 au 6 août 1999 sur Téva sous le titre Destinées, rediffusé du 1er février au 17 juillet 2000, toujours sur Téva et du 4 février au 21 juillet 2003 sous le titre Tout pour l'amour sur Match TV. Dans les DOM-TOM ainsi que dans les pays francophones d'Afrique, ce feuilleton a été diffusé sous le titre Sublime mensonge.
Il est à nouveau diffusé depuis le 28 septembre 2018 sur Nina TV.

## Synopsis
- Si vous ne connaissez pas le sujet, laissez ce bandeau (vous pouvez alors contacter les auteurs).
- Si vous supprimez le contenu mis en cause (vous pouvez préalablement contacter les auteurs),

argumentez précisément cette suppression dans la page de discussion
(un manque de référence n'est pas un argument ; une recherche réelle de référence doit avoir été effectuée, être formellement documentée).
Comme toutes les télénovelas, celle-ci est riche de personnages et de rebondissements. Expliquer qui sont les personnages principaux revient donc à raconter l'histoire. Présentons donc les personnages principaux, et les personnages secondaires. 
Helena et sa fille Eduarda sont à Venise. Eduarda doit se marier prochainement à Manuel, elles veulent donc passer le plus de temps possible ensemble avant qu'elles ne soient "séparées". En effet, Helena surprotège sa fille unique. Helena a un coup de foudre réciproque lorsqu'elle rencontre le charmant Atilio. Celui-ci a toujours eu du succès avec les femmes, comme nous allons l'apprendre par la suite. 
Pendant ce temps, Manuel passe la soirée avec Laura. Cette dernière n'a jamais abandonné l'espoir de le récupérer. Mais Manuel est fou de sa fiancée, ce qui semble réciproque. Eduarda l'appelle d'ailleurs de Venise à un moment critique: Manuel est en train de raccompagner Laura chez elle en voiture. Laura veut alors récupérer le portable et répondre, prouvant ainsi à Eduarda sa présence aux côtés de Manuel. Manuel essaie sans succès de l'en empêcher. Eduarda finira donc par apprendre que les deux anciens amants étaient ensemble ce soir là. Ce qui compromet leur projet de mariage. 
Eduarda et Manuel se marient tout de même, sous le regard blasé de Béatrice, femme d'Arnaud et mère de Manuel -son fils préféré. "Béa" aurait préféré que Manuel épouse Laura, qui, elle, appartient à leur classe sociale. 
C'est au mariage qu'Atilio et Helena se retrouvent, sous l'œil cette fois courroucé de Béatrice. On apprendra plus tard que Béatrice et Atilio ont été amants, et ont eu un fils, Léonardo bien que juste qu'au dernier épisode Béa croit que c'est Manuel le fils qu'elle a eu avec Atilio. Béatrice l'aime toujours, ce qui explique sa préférence pour Manuel, comparativement à ses deux autres enfants, Milena et Leonardo. Helena finit par épouser Atilio (après une guéguerre avec son associée Flavia, et après avoir évincé la petite amie d'Atilio de l'époque, Virginia). 
Après ces deux mariages très rapprochés, voici que la mère et la fille tombent enceintes à la même période. Helena n'est pas sûre de vouloir d'enfant, même si Atilio est aux anges. Eduarda a eu toutes les difficultés possibles pour pouvoir tomber enceinte, ce qui arrive naturellement à sa mère. Eduarda en veut à sa mère et l'accuse de vouloir lui voler la vedette, se brouille avec elle, et elles ne se parlent plus pendant un temps. Sa mère croit en devenir folle de chagrin. Elle se souviendra plus tard de l'impact psychologique que la séparation d'avec Eduarda a eu sur elle. 
Manuel n'est pas le seul à avoir eu une vie avant son mariage. Eduarda a un ami d'enfance, César, qui est à présent médecin. Elle fait naturellement appel à lui lorsque sa grossesse se complique. 
Un soir, Eduarda commence à ressentir ses premières douleurs. Sa mère est hospitalisée en même temps qu'elle, dans la même chambre, par un coup de baguette magique du destin scénaristique. César est de garde ce soir là. Quand Eduarda perd son bébé, il sait qu'elle ne pourra plus avoir d'enfant. Il met Helena au courant. Celle-ci décide alors de provoquer son propre accouchement et... d'échanger les bébés !!! Le titre de la télénovela vient de cet épisode. Le sublime mensonge d'Helena est de mentir à sa fille pour la protéger. Eduarda élèvera donc son demi-frère en croyant que c'est son propre fils. Elle pardonne à sa mère lorsqu'elle apprend que le soi-disant bébé d'Helena n'a pas survécu, et vient même soutenir sa mère. 
À partir de ce moment, l'histoire de la série est une suite d'événements qui meublent leurs vies, avec des "alertes" à propos du secret, et quelques faits pour "meubler" l'histoire. (Comme le bébé qui pleure lorsqu'Eduarda veut lui donner le sein, Béatrice qui attrape Helena en train de le lui donner, les commentaires sur Helena qui s'occupe de son "petit" fils comme si c'était de son fils, Atilio qui demande à Helena si elle n'est pas en train de lui cacher quelque chose...). On voit aussi la relation d'Atilio et Helena en train de se dégrader progressivement malgré tous ses efforts à lui...
On apprend aussi que le père d'Eduarda, qu'elle déteste, est un alcoolique marié à une coiffeuse, qui a eu un fils d'un précédent mariage, (Fer)Nando. Ils ont ensemble une petite fille, Sabine. Ils joueront le rôle de la famille du "peuple" qui finalement semble plus heureuse et pleine de bons sens que la famille riche où les intrigues sont nombreuses (rappelons que la cible des télénovelas sont les ménages modestes ou moyens). 
Leonardo, lui, sortira avec une des voisines d'Helena, Catherine; et ce, malgré le père plus que jaloux de cette dernière. 
Laura a des jumeaux de Manuel, pendant une période de creux avec Eduarda. Mais leur histoire ne dure pas. Elle s'en sert surtout pour blesser Eduarda. 
On parlera aussi de Marcia, une amie d'Helena et Flavia, une métisse mariée à un "blanc", et qui tombe enceinte de lui. On apprendra que si celui-ci se montre de plus en plus désagréable avec Marcia au fur et à mesure que sa grossesse avance, c'est parce qu'il a peur de la couleur de son futur enfant.
Mais tout a une fin, Marcia et son Wilson feront la paix, Nando et Milena seront acceptés, Leonardo l'effacé s'assumera et s'affranchira du désir de plaire à sa mère aidé par cela par la découverte de son vrai père Atilio. Arnaud finira avec l'ex d'Atilio... Un happy end? Non, pas pour tout le monde. 
Béatrice est finalement abandonnée par tout son monde. Laura décède, laissant leurs jumeaux à Manuel. 
Eduarda et Atilio apprennent l'histoire de l'échange de bébés. Aucun ne pardonnera à Helena, qui, elle aussi, se retrouve seule. Après tout, Atilio sait maintenant qu'il a deux fils... Celui d'avec Helena, et Leonardo. 
Il est important de remarquer que la construction des épisodes place Helena comme personnage principal, et non Eduarda comme pourrait le faire penser ce synopsis. Cette façon de procéder, montrer que le héros peut aussi "mal" agir, être excommuniés, et perdre, n'est pas commune dans les telenovelas, friandes de happy ends. C'est sans doute pour cela que les personnages secondaires, qui finalement n'ont que peu d'impact dans le déroulement de l'histoire, sont, eux, heureux: pour contrebalancer le fait que le "héros" soit en si mauvaise posture. 
On ne sait pas si Helena et Eduarda, de même qu'Helena et Atilio se réconcilieront.
Eduarda finit quand même par pardonner à sa mère et discute de ce qui s'est passé avec Atilio qui finira lui aussi par pardonner à Helena. À la fin on voit Helena et Atilio de dos tenant chacun une main de leur fils, histoire de dire qu'ils avancent vers l'avenir.

## Distribution

### Rôles principaux
| Acteur / Actrice         | Personnage                                |
| Regina Duarte            | Helena Vianna                             |
| Gabriela Duarte          | Maria Eduarda Vianna Greco de Barros Mota |
| Antônio Fagundes         | Atílio Novelli                            |
| Fábio Assunção           | Marcelo de Barros Mota                    |
| Susana Vieira            | Letícia de Barros Mota blanc              |
| Vivianne Pasmanter       | Laura Savoy Trajan                        |
| Carolina Ferraz          | Milena de Barros Mota                     |
| Eduardo Moscovis         | Fernando Gonzaga (Nando)                  |
| Murilo Benício           | Leonardo de Barros Mota (Léo)             |
| Regina Braga             | Lídia Gonzaga Greco                       |
| Paulo José               | Orestes Greco                             |
| Carolina Dieckmann       | Catherine Batalha Pereira                 |
| Cássia Kiss              | Isabel Lafayete                           |
| Carlos Eduardo Dolabella | Arnaldo de Barros Mota                    |
| Marcelo Serrado          | César Andrade                             |
| Françoise Forton         | Marguerite Savoy Trajan (Meg)             |
| Ricardo Petraglia        | Manoel Trajano (Trajano)                  |
| Ângela Vieira            | Virginia Vianna Fontes                    |
| Odilon Wagner            | Rafael Vianna Fontes                      |
| Maria Zilda Bethlem      | Flávia Nogueira Dantas                    |
| Vera Holtz               | Sirléia Batalha Pereira                   |
| Marco Ricca              | Nestor Batalha Pereira                    |
| Eloisa Mafalda           | Leonor Batalha                            |
| Otávio Augusto           | Pedro Vianna                              |
| Angelo Paes Leme         | Rodrigo Vianna Fontes                     |
| Cecília Dassi            | Sandra Gonzaga Greco (Sandrinha)          |
| Paulo César Grande       | Wilson                                    |
| Maria Ceiça              | Márcia                                    |
| Rosane Gofman            | Tadinha                                   |
| Elizângela               | Magnolia Rose de Lima                     |
| Tonico Pereira           | Oscar Lima (papa)                         |
| Ricardo Macchi           | Geneseo Labate                            |
| Cláudia Mauro            | Liza                                      |
| Umberto Magnani          | Antenor Andrade                           |
| Beatriz Lyra             | Mafalda Andrade                           |
| Júlia Almeida            | Natália Trajano                           |
| Flávia Bonato            | Anita Duarte                              |
| Babi Xavier              | Aninha                                    |
| Karina Perez             | Rosalia Trindade (Rose)                   |
| Castro Gonzaga           | Juvénal Moretti                           |
| Paulo Figueiredo         | Jayme Scliar                              |
| Henri Pagnoncelli        | Franco Torelli                            |
| Larisa Queiroz           | Juliana Vianna Fontes                     |
| Clara Garcia             | Simone                                    |
| José Carlos Sanches      | Fausto Ribeiro                            |
| Mônica Martelli          | Paula                                     |
| Ingrid Guimarães         | Teresa                                    |
| Beto Nasci               | Alex Bacelar                              |
| Cláudia Paiva            | Camila Lafayette                          |
| Stella Maria Rodrigues   | Zila                                      |
| Edson Silva              | Fonseca                                   |
| Beth Lamas               | Marisa                                    |
| Juliana Aguiar           | Denise                                    |
| Alexandre Salcedo        | Angelo                                    |
| Giovanna Gold            | Katia                                     |
| Chaguinha                | Narcisse                                  |
| Lucy Mafra               | Père Noël                                 |
| Edyr de Castro           | Elvira                                    |
| Charle Myara             | Romeu                                     |
| Guilherme Corrêa         | Zito                                      |
| Lina Fróes               | Ivete                                     |
| Lucy Freitas             | Nostalgie                                 |
| Sandra Hansen            | Vera                                      |
| Edwin Luisi              | Dr. Alceu                                 |
| Alessandra Aguiar        | Cecilia                                   |
| Norma Geraldy            | Filomena Novelli                          |
| Patrícia Salgado         | Marli                                     |
| Carla Tausz              | Renata                                    |
| Jorge Coutinho           | Jose                                      |
| Maria Alves              | Marie                                     |
| Paulo Carvalho           | Walter                                    |

### Participations spéciales
| Acteur / Actrice      | Personnage                                              |
| Alexandra Richter     | Emergent, ami de Meg                                    |
| Caco Ciocler          | Flavinho                                                |
| Carla Fioroni         | Dora                                                    |
| Carlos Zara           | Juge                                                    |
| Carmem Verônica       | Karla                                                   |
| Cleyde Blota          | Juge Francisca                                          |
| Chica Xavier          | Fille                                                   |
| Eduardo Lago          | Alfredo                                                 |
| Eduardo Martini       | Caneton                                                 |
| Graziela di Laurentis | Renata                                                  |
| Guilherme Leme        | Ary                                                     |
| Henrique César        | Dr. Murilo                                              |
| Ilva Niño             | Dalva                                                   |
| John Herbert          | Durval                                                  |
| Jorge Cherques        | Lourenço                                                |
| Kito Junqueira        | Olavo                                                   |
| Lady Francisco        | Madame Consuelo                                         |
| Leonardo Lemos        | Nestorzinho                                             |
| Mark Paul             | Homme d'affaires                                        |
| Marly Bueno           | Antoinette                                              |
| Mônica Carvalho       | Silvia                                                  |
| Mônica Fraga          | Silvana                                                 |
| Nica Bonfim           | Employé ayant témoigné en faveur de Nando               |
| Norton Nascimento     | Père                                                    |
| Orã Figueiredo        | Oliveira                                                |
| Othon Bastos          | L'avocat de Nando                                       |
| Pablo Padilla         | Márcio Rios (Marcinho)                                  |
| Roberto Frota         | Coquin Flirt                                            |
| Roberto Costa         | Un ami qui rencontre Atílio à Venise                    |
| Sebastião Vasconcelos | Père du mariage d'Eduarda et Marcelo                    |
| Serafim Gonzalez      | Père du mariage de Catherine, Leonardo, Milena et Nando |
| Tânia Scher           | Monica                                                  |
| Totia Meirelles       | Emergente, cliente d'Helena                             |

## Commentaires
Le générique est la chanson d'Andrea Bocelli, Per Amore. Elle parle de quelqu'un qui pardonne à l'être aimé tous ses mensonges... Une indication ?
Mère et fille dans le feuilleton, Regina Duarte et Gabriela Duarte le sont aussi dans la vie.
Les premiers épisodes du feuilleton se déroulent à Venise et y ont été tournés. Ici encore une fois, il s'agit d'amour : l'amour d'une mère pour sa fille, un amour à la limite du sacrifice.
Ce sacrifice sera un enfant.